# Evangelische Kirche Horn

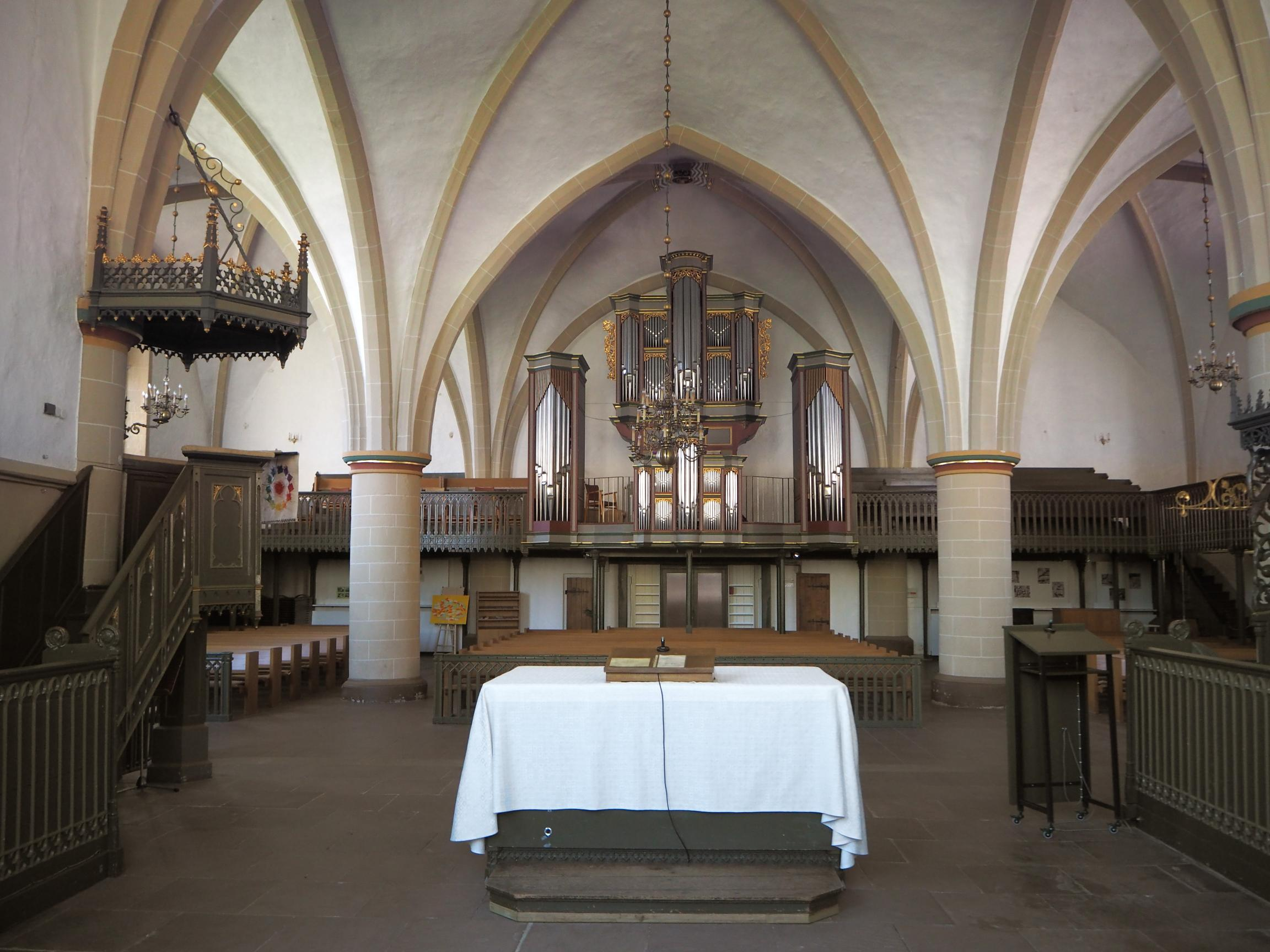
Innenraum (Blickrichtung Westen)

Die Evangelische Kirche Horn oder auch Stadtkirche Horn ist eine evangelisch-reformierte Kirche in Horn und gehört zur Klasse Blomberg in der Lippischen Landeskirche.
Das Kirchengebäude ist unter der Nummer 01.4 in der Liste der Baudenkmäler in Horn-Bad Meinberg eingetragen.

## Geschichte und Architektur
Das genaue Alter der Hornschen Kirche ist unbekannt. Sicher ist jedoch, dass bereits zum Zeitpunkt der Stadtgründung (1248) eine einschiffige romanische Kirche existierte. Der untere Teil des Turms wird auf eine Zeit vor 1200 datiert, die Schallarkaden stammen aus dem frühen 13. Jahrhundert. Der Rest der Kirche ist um 1480 auf den alten Fundamenten zu einer dreischiffigen, zweijochigen Hallenkirche im gotischen Stil erweitert worden.
Nach einem Blitzschaden im Jahr 1819 mussten das Turmdach und die Glocken ersetzt werden, dabei entstand die heutige welsche Turmhaube. Bei einer Sanierung im Jahr 1860 wurde das Dach von Mittelschiff und Chor erneuert.

## Ausstattung
Die Kirchenausstattung umfasst zahlreiche historisch bedeutende Gegenstände:
- Der Abendmahlskelch soll aus der Zeit um 1500 stammen.[2]
- Ein Taufstein von 1589 ist dem Vorbild in der Detmolder Erlöserkirche nachempfunden und enthält wie dieser an der eingesetzten Metallschale die Inschrift „Dorch dat Badt der Weddergebordt unde Vormiinge des Hilligen Gestes, den He rickliken uthgegraten heft aver uns dorch Jesum Christum, unsen Heilandt“ (Titus 3, Vers 5–6).[1]
- Wandleuchter über der Kanzel von 1592[3]
- Im Mittelschiff befinden sich fünf Messinghängeleuchter aus Nürnberg. Der größte davon hängt in der Mitte und wurde 1708 von der Brauerzunft gestiftet, die vier kleineren vom Rat der Stadt Horn.[3][4]

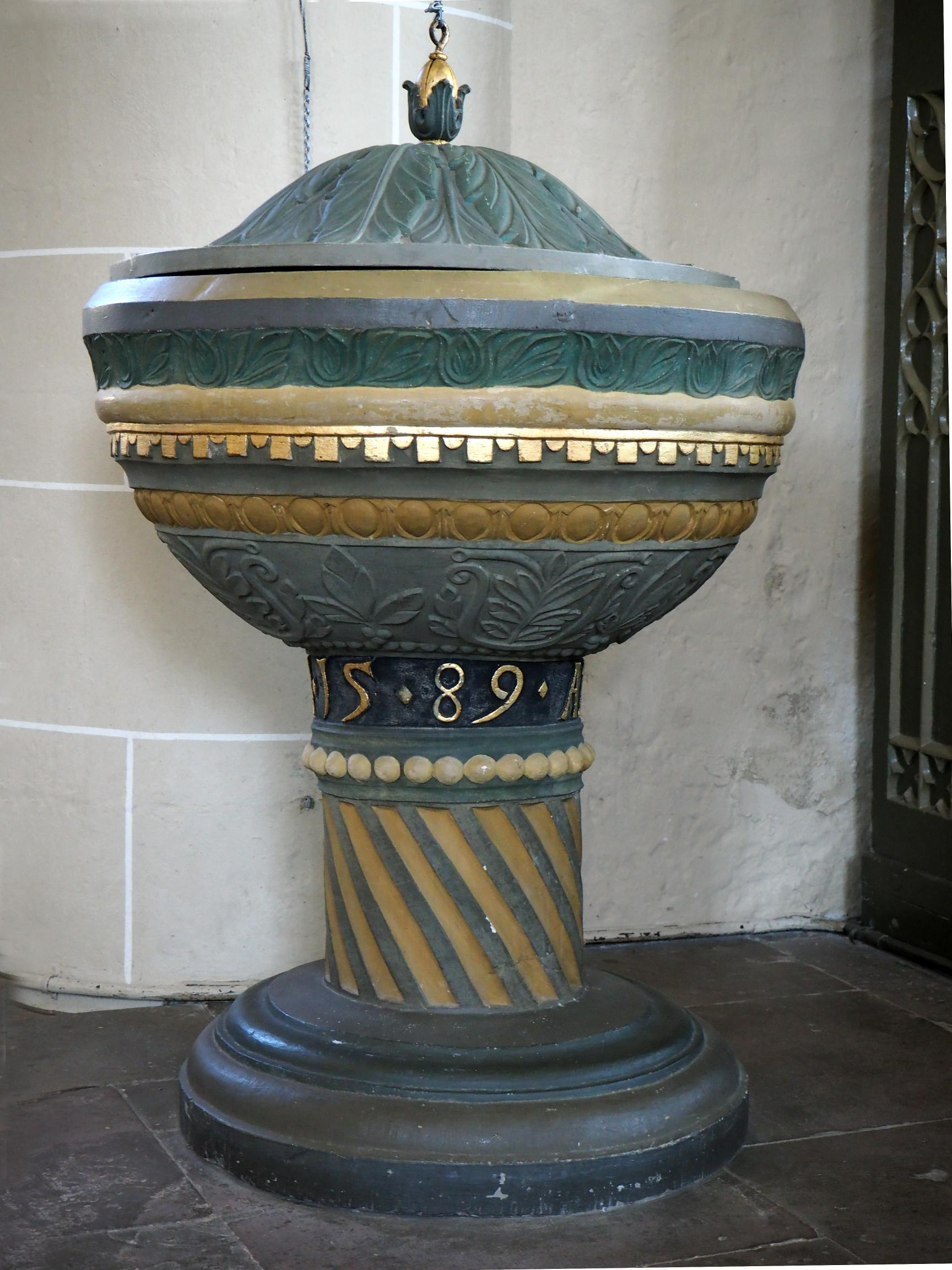
Taufstein (1589)
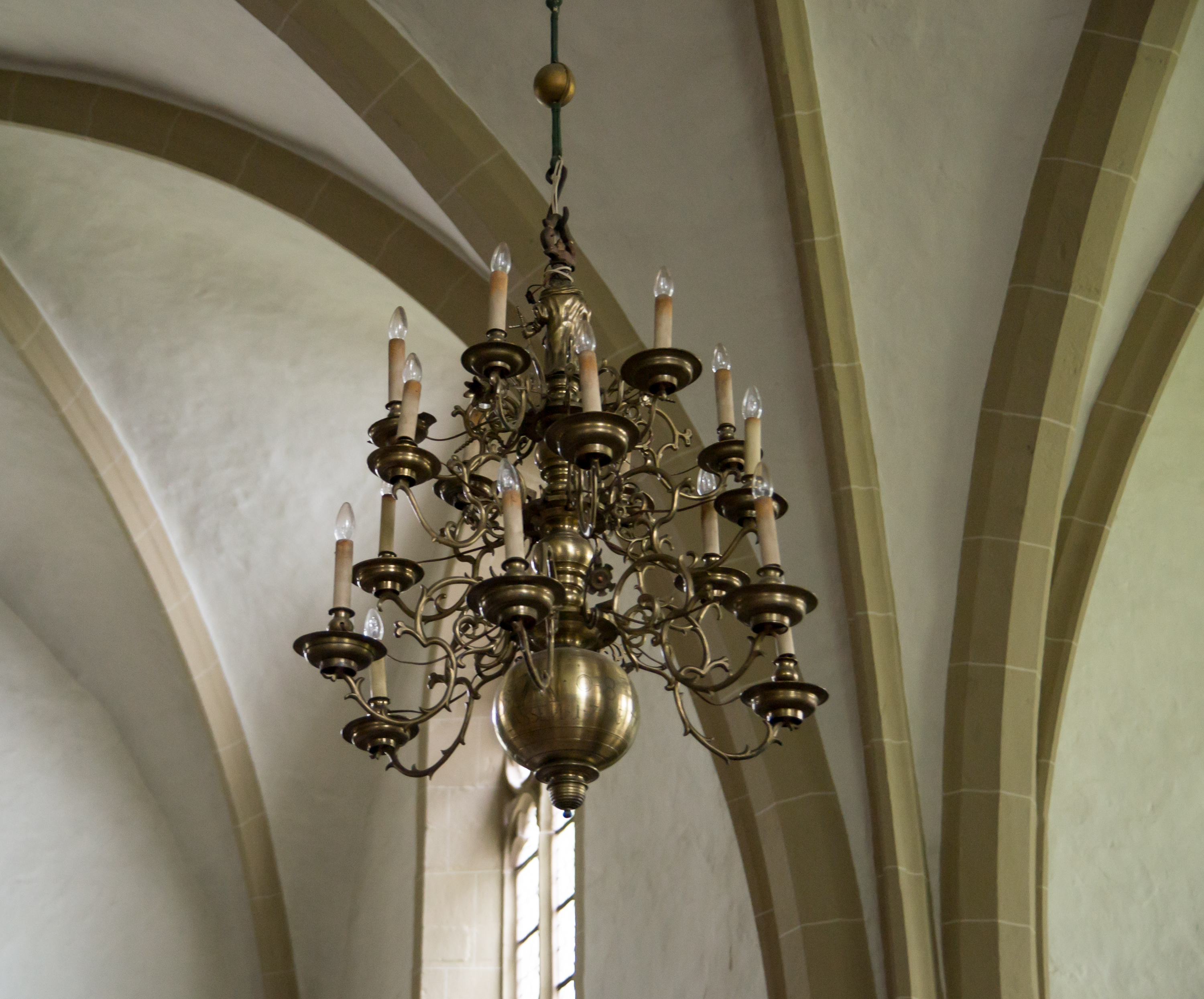
Messinghängeleuchter (1708)
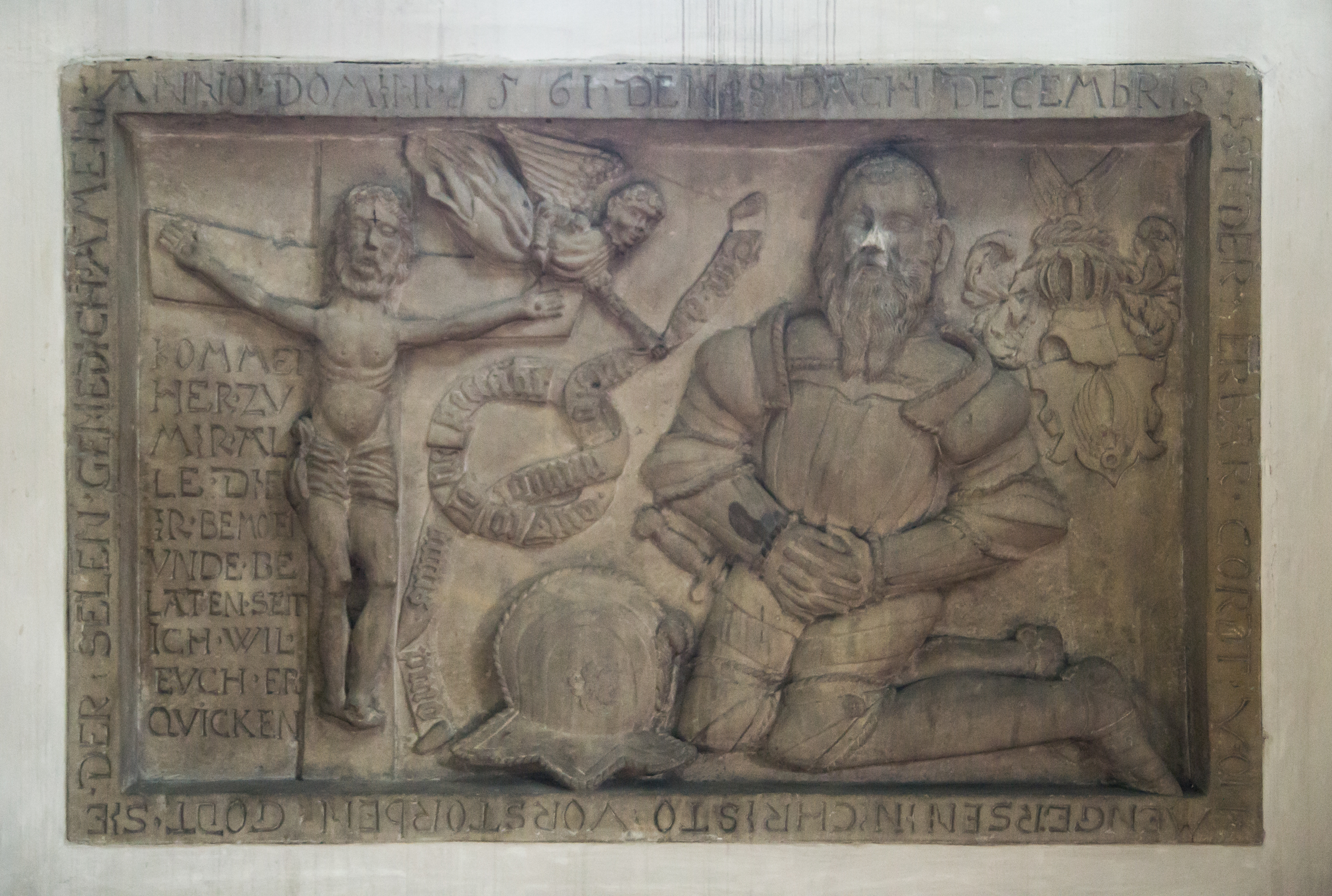
Epitaph für Cordt von Mengersen

Ein 142 × 92 cm großes, aus Sandstein gefertigtes Epitaph für Cordt von Mengersen († 1561) befand sich früher an der Westseite des Altars. Es zeigt einen knienden Ritter mit gefalteten Händen und ihm gegenüber Christus am Kreuze hängend. Über beiden schwebt ein Engel, der einen Kranz mit Schleife hält, auf dem die Inschrift Ecce agnus dei qui tollit peccata mundi omnis (Siehe, das ist Gottes Lamm, welches der ganzen Welt Sünde trägt) steht. Im Rahmen befindet sich die Inschrift Anno Domini 1561 Den 8. Dach Decembris Ist der Erbar Cordt Von Mengersen In Christo Verstorben. Godt Sei Der Selen Gnedig. Amen.

### Orgel

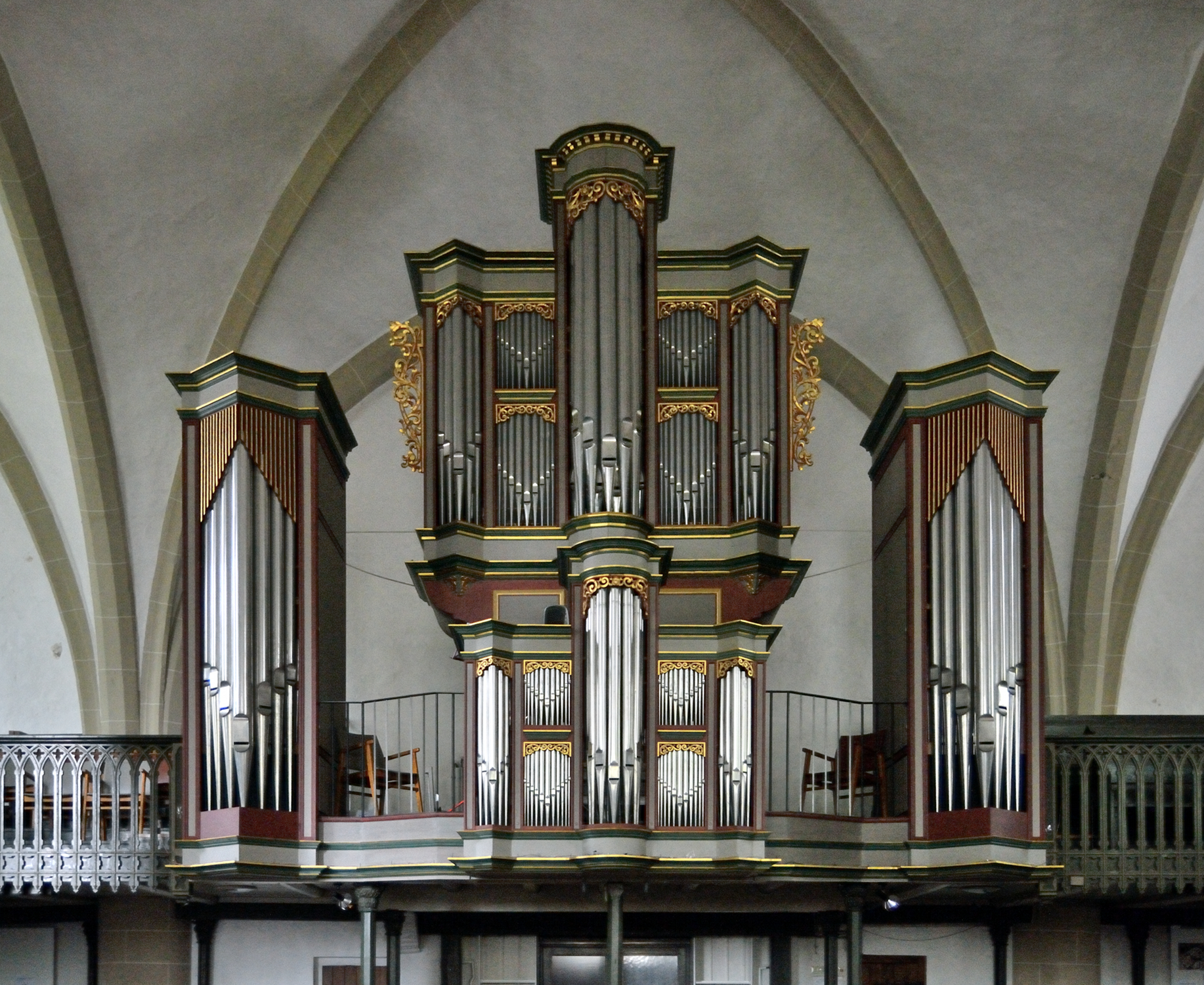
Orgel

Der Orgelprospekt stammt aus dem späten 17. Jahrhundert, der Erbauer ist unbekannt. Im Jahr 1830 wurde durch Michael Oestreich, ein Enkel Johann-Markus Oestreichs, unter Verwendung des bestehenden Gehäuses die Orgel erneuert. Weitere Neubauten erfolgten 1913 durch die Lemgoer Firma Friedrich Klassmeier und 1968 durch Paul Ott aus Göttingen.
| Rückpositiv |                 |       |
| 1.          | Gedackt         | 8′    |
| 2.          | Prinzipal       | 4′    |
| 3.          | Rohrflöte       | 4′    |
| 4.          | Waldflöte       | 2′    |
| 5.          | Sesquialtera II |       |
| 6.          | Quinte          | 1 ⁄3′ |
| 7.          | Scharf III-IV   |       |
| 8.          | Dulzian         | 8′    |
|             | Tremulant       |       |

| Hauptwerk |             |     |
| 9.        | Quintade    | 16′ |
| 10.       | Prinzipal   | 8′  |
| 11.       | Spillflöte  | 8′  |
| 12.       | Oktave      | 4′  |
| 13.       | Gedackt     | 4′  |
| 14.       | Oktave      | 2′  |
| 15.       | Mixtur IV-V |     |
| 16.       | Trompete    | 8′  |

| Pedal |            |     |
| 17.   | Subbaß     | 16′ |
| 18.   | Oktave     | 8′  |
| 19.   | Pommer     | 8′  |
| 20.   | Oktave     | 4′  |
| 21.   | Nachthorn  | 2′  |
| 22.   | Mixtur III |     |
| 23.   | Posaune    | 16′ |
| 24.   | Schalmey   | 8′  |

### Glocken
Die drei Glocken fertigten 1820 Caspar und Jakob Greve aus Brilon.
| Nr. | Name                       | Inschrift |
| 1   | Betglocke                  | Turris incendie fulmine tactae dejecta et deperdita ca 1. Jul. MDCCCXIX restituta com sorrorobus vicinis cura ecclesiae Hornensis MDCCCXX per Casp. et Jacob Greve  |
| 2   | Feuerglocke                | Feuer ließ mich untergehn, Feuer ließ mich auferstehn, zu dem Feuer rufe ich, Feuerglocke nennt man mich. Caspar und Jacob Greve aus Brilon gossen mich. Horn 1820. |
| 3   | Schüler- bzw. Pengelglocke | Pueros voco vivos plango mortuos. Horn à MDCCCXX. |